# ابزوردگی
ابزورد بودن یا آبسوردگی (برگرفته از absurdus لاتین) حالت و شرایط بسیار غیرعقلانی و بی‌معنی است به طوری که به جد گرفته نشود یا جدیت نداشته باشد. ابزورد یک صفت برای توصیف ابزوردبودگی‌ست مثلاً «بچه‌ها از ابزورد بودن وضعیت به خنده افتادند».

## سرچشمه
1. ↑  Webster's Dictionary